# تصلیب گلگون
تصلیب گلگون (انگلیسی: The Rosy Crucifixion) سه‌گانه‌ای شامل سه رمان سکسوس، پلکسوس و نکسوس نوشته هنری میلر است که در آمریکا منتشر شد. میلر در این سه‌گانه روایتی داستانی از شش سال زندگی خود در بروکلین به همراه دومین همسرش جون میلر و تلاش‌هایش برای نویسندگی ارائه می‌کند.